# Tecnossexual
Tecnossexual é um termo que se tornou oficial após ser publicado no Urban Dictionary, pelo norte-americano Ricky Montalvo.
Foi empregado pela primeira vez em 1970, para designar a atração por máquinas, androides, ginoides e robôs.
Em 2006 a Calvin Klein patenteou a palavra tecnossexual. Já em 2007, usou o termo na propaganda do perfume CK in2u como a primeira fragrância para a geração tecnossexual.